# Englands ligasystem i fotboll
Englands ligasystem i fotboll, på engelska även känt som the football pyramid, är ett system av sammankopplade ligor för klubbfotboll för herrar i England (av historiska skäl finns ett mindre antal walesiska klubbar och en klubb från Guernsey med). Systemet har en hierarkisk utformning med uppflyttning och nedflyttning mellan ligor på olika nivåer. Detta gör att även små klubbar kan drömma om spel i toppen av systemet.
Det fanns i början av 2010-talet cirka 150 ligor, med nästan 500 divisioner. Det exakta antalet klubbar varierar från år till år då klubbar går med eller lämnar ligor eller läggs ned; med i snitt 15 klubbar i varje division kunde man uppskatta antalet klubbar till nästan 7 000.
Det finns ingen officiell definition av systemet under nivå 11. Under den nivån kan man bara göra en uppskattning av de olika ligornas förhållande till varandra.

## Allmänt om ligasystemet

Kartan visar utbredningen av ligorna på nivå 9.

Ligasystemet är uppbyggt som en pyramid av ligor som är sammanbundna genom uppflyttning och nedflyttning mellan ligorna, där de bästa klubbarna i en liga kan flyttas upp en nivå till nästa liga medan de sämsta å andra sidan kan flyttas ned en nivå. Uppflyttning är även ofta beroende av att klubben i fråga kan uppfylla vissa krav som den högre ligan ställer, oftast avseende hemmaarena och ekonomi.
I teorin är det möjligt för en lokal amatörklubb i någon av de lägre ligorna att nå den allra högsta nivån i systemet och bli engelska mästare. Även om detta är osannolikt i praktiken förekommer det stor rörlighet inom systemet.
Många ligor innehåller mer än en division. De fem högsta nivåerna innehåller dock bara en division vardera, vilka alla omfattar hela England. Därefter innehåller varje nivå allt fler parallella ligor, vilka täcker allt mindre geografiska områden. Totalt omfattar systemet över 20 nivåer, där de allra lägsta bara finns i de mest tätbefolkade delarna.
Det finns även ligor som officiellt inte ingår i ligasystemet, men som ändå erkänns på olika nivåer av grevskapens fotbollsförbund. Klubbar från sådana ligor kan ansöka om att få gå med i en liga som ingår i systemet.
Allra högst upp i  systemet ligger Premier League, som bara har en division (nivå 1). Under Premier League ligger English Football League (EFL), som består av tre divisioner – The Championship (nivå 2), League One (nivå 3) och League Two (nivå 4). Klubbarna på nivå 1–4 är alla helt professionella och kallas ofta för League clubs eftersom de fyra högsta nivåerna, före etablerandet av Premier League 1992, utgjordes av EFL:s (då kallad The Football League) fyra divisioner. Klubbar som spelar på nivå 5 eller lägre kallas av samma skäl non-League clubs, även om de också spelar i en liga.
De sju nivåerna närmast under Premier League och EFL, alltså nivåerna 5–11, utgör National League System (NLS) och ligger under det engelska fotbollsförbundet Football Associations jurisdiktion. Nivå 5 kallas där Step 1 och så vidare ned till nivå 11 som kallas Step 7. På nivå 5–6 ligger National League, som har tre divisioner – National League (nivå 5) samt National League North och South (nivå 6). Några klubbar på de här nivåerna är helt professionella medan andra är halvprofessionella. Under National League finns också några halvprofessionella klubbar, men efter hand som man går längre ned i systemet är snart alla spelare amatörer.
Direkt under National League ligger tre regionala ligor – Northern Premier League (norra England och norra Wales), Southern Football League (Midlands, södra och sydvästra England och södra Wales) och Isthmian League (sydöstra England). De har alla en Premier Division (nivå 7) och därunder två parallella lägre divisioner (nivå 8). 
Nivå 9 består av toppdivisionerna hos 14 mer lokala ligor och under dessa finns än fler ligor som täcker allt mindre geografiska områden.

## Cupbehörighet
Att vara medlem i en liga på en viss nivå påverkar också klubbens behörighet för olika nationella cuper.
- FA-cupen: Nivå 1–10
- Engelska Ligacupen (EFL Cup): Nivå 1–4
- EFL Trophy: Nivå 3–4
- FA Trophy: Nivå 5–8
- FA Vase: Nivå 9–11
- FA Inter-League Cup: Nivå 11 (representationslag från de olika ligorna deltar)

När det gäller FA-cupen och FA Vase deltar inte alla klubbar från den lägsta nivån som har rätt att göra det.
Nedanför nivå 11 blir systemet alltmer regionalt och cuperna blir därmed också regionala. Längre ned delas pyramiden upp i grevskap och grevskapen har sina egna cuper.

## Tabell över systemet
Tabellen nedan visar hur det engelska ligasystemet i fotboll för herrar var uppbyggt säsongen 2017/18. För varje liga och division är det officiella namnet och antalet klubbar (i november 2017) angivet.
| Nivå    | Divi- sioner | Klub- bar | Liga(or)/Division(er) | Liga(or)/Division(er) |
| ------- | ------------ | --------- | --- | --- |
| Nivå 1  | 1            | 20        | Premier League (20) | Premier League (20) |
| Nivå 2  | 1            | 24        | EFL Championship (24) | EFL Championship (24) |
| Nivå 3  | 1            | 24        | EFL League One (24) | EFL League One (24) |
| Nivå 4  | 1            | 24        | EFL League Two (24) | EFL League Two (24) |
| Nivå 5  | 1            | 24        | National League (24) | National League (24) |
| Nivå 6  | 2            | 44        | National League North (22) | National League South (22) |
| Nivå 7  | 3            | 72        | Isthmian League Premier Division (24) Northern Premier League Premier Division (24) | Southern Football League Premier Division (24) |
| Nivå 8  | 6            | 136       | Isthmian League Division One North (24) Isthmian League Division One South (24) Northern Premier League Division One North (22) | Northern Premier League Division One South (22) Southern Football League Division One East (22) Southern Football League Division One West (22) |
| Nivå 9  | 14           | 301       | Combined Counties Football League Premier Division (22) Eastern Counties Football League Premier Division (24) Essex Senior Football League Premier Division (21) Hellenic Football League Premier Division (20) Midland Football League Premier Division (22) North West Counties Football League Premier Division (23) Northern Counties East Football League Premier Division (22) | Northern League Division One (22) Southern Combination Football League Premier Division (20) Southern Counties East Football League Premier Division (20) Spartan South Midlands Football League Premier Division (21) United Counties League Premier Division (22) Wessex Football League Premier Division (22) Western Football League Premier Division (20) |
| Nivå 10 | 17           | 335       | Combined Counties Football League Division One (19) East Midlands Counties Football League Premier League (22) Eastern Counties Football League First Division (21) Hellenic Football League Division One East (14) Hellenic Football League Division One West (15) Midland Football League Division 1 (22) North West Counties Football League First Division (22) Northern Counties East Football League Division One (22) Northern League Division Two (21) | South West Peninsula Football League Premier Division (20) Southern Combination Football League Division 1 (18) Southern Counties East Football League First Division (19) Spartan South Midlands Football League Division One (20) United Counties League Division One (20) Wessex Football League Division One (18) West Midlands (Regional) League Premier Division (20) Western Football League First Division (22) |
| Nivå 11 | 45           | 699       | Anglian Combination Premier Division (16) Bedfordshire County Football League Premier Division (16) Cambridgeshire County Football League Premier Division (16) Central Midlands Football League North Division (18) Central Midlands Football League South Division (16) Cheshire Football League Premier Division (16) Dorset Premier Football League (17) Essex & Suffolk Border Football League Premier Division (15) Essex Olympian Football League Premier Division (13) Gloucestershire County Football League (17) Hampshire Premier Football League Senior Division (16) Hertfordshire Senior County League Premier Division (15) Humber Premier League Premier Division (14) Kent County Football League Premier Division (16) Leicestershire Senior League Premier Division (16) Lincolnshire Football League Premier Division (11) Liverpool County Premier League Premier Division (14) Manchester Football League Premier Division (16) Mid Sussex Football League Premier Division (14) Middlesex County Football League Premier Division (14) Midland Football League Division 2 (16) North Riding Football League Premier Division (14) Northamptonshire Combination Football League Premier Division (14) | Northern Football Alliance Premier Division (16) Nottinghamshire Senior League Premier Division (18) Oxfordshire Senior League Premier Division (13) Peterborough & District Football League Premier Division (16) Sheffield & Hallamshire County Senior Football League Premier Division (15) Somerset County Football League Premier Division (17) South West Peninsula Football League Division 1 East (17) South West Peninsula Football League Division 1 West (17) Southern Combination Football League Division 2 (15) Spartan South Midlands Football League Division Two (17) Staffordshire County Senior League Premier Division (16) Suffolk & Ipswich Football League Senior Division (16) Surrey Elite Intermediate Football League Intermediate Division (14) Thames Valley Premier Football League Premier Division (14) Wearside Football League (18) West Cheshire Association Football League 1st Division (16) West Lancashire Football League Premier Division (16) West Midlands (Regional) League Division One (17) West Riding County Amateur Football League Premier Division (13) West Yorkshire Association Football League Premier Division (16) Wiltshire Senior League Premier Division (17) York Football League Premier Division (15) |

Det finns ingen officiell definition av systemet under nivå 11. Under den nivån kan man bara göra en uppskattning av de olika ligornas förhållande till varandra.
| Nivå         | Divi- sioner | Klub- bar | Liga(or)/Division(er) | Liga(or)/Division(er) |
| ------------ | ------------ | --------- | --- | --- |
| Nivå 12      | 65           | 833       | Aldershot & District Football League Senior Division (9) Anglian Combination Division 1 (16) Aylesbury & District Football League Premier Division (9) Bedfordshire County Football League Division One (14) Brighton, Worthing & District Football League Premier Division (8) Bristol & Suburban Association Football League Premier Division One (12) Bristol Premier Combination Premier Division (14) Cambridgeshire County Football League Senior Division A (15) Central Midlands Football League Division One (16) Cheshire Football League League 1 (16) Cornwall Combination League (20) Devon & Exeter Football League Premier Division (16) Dorset Football League Senior League (13) Durham Alliance Combination Saturday Football League (9) East Berkshire Football League Premier Division (9) East Cornwall Premier League Premier Division (15) East Sussex Football League Premier Division (11) Essex Alliance Football League Premier Division (11) Essex & Suffolk Border Football League Division One (14) Essex Olympian Football League Senior Division One (13) Gloucestershire Northern Senior Football League Division One (15) Hampshire Premier Football League Division One (8) Hertfordshire Senior County League Division One (16) Humber Premier League Division One (13) Kent County Football League Division One Central & East (10) Kent County Football League Division One West (13) Leicestershire Senior League Division One (17) Liverpool County Premier League First Division (12) Manchester Football League Division One (12) Mid Sussex Football League Championship Division (12) Middlesex County Football League Division One Central and East (12) Middlesex County Football League Division One West (12) Midland Football League Division 3 (16) | Midlands Regional Alliance Premier Division (12) North Berks Football League Division 1 (11) North Bucks & District Football League Premier Division (12) North Devon Association Football League Premier Division (15) North Riding Football League Division One (11) Northamptonshire Combination Football League Division One (12) Northern Football Alliance 1st Division (16) Nottinghamshire Senior League Division One (16) Oxfordshire Senior League Division 1 (11) Peterborough & District Football League Division One (13) Plymouth & West Devon Football League Premier Division (Saturday) (11) Portsmouth Saturday Football League Premier Division (6) Salisbury & District (Saturday) Football League Premier Division (6) Sheffield & Hallamshire County Senior Football League Division One (13) Somerset County Football League Division 1 East (17) Somerset County Football League Division 1 West (17) South Devon Football League Premier Division (14) Staffordshire County Senior League Division One (15) Suffolk & Ipswich Football League Division 1 (14) Surrey County Intermediate League (Western) Premier Division (13) Surrey South Eastern Combination Intermediate Division 1 (12) Swindon & District Football League Premier Division (12) Thames Valley Premier Football League Division One (13) Trowbridge & District Football League Division One (11) West Cheshire Association Football League 2nd Division (14) West Lancashire Football League Division One (16) West Midlands (Regional) League Division Two (15) West Riding County Amateur Football League Division One (11) West Sussex Football League Premier Division (12) West Yorkshire Association Football League Division One (15) Wycombe & District Football League Premier Division (8) York Football League Division One (11) |
| Nivå 13      | 70           | 818       | Aldershot & District Football League Division 1 (10) Altrincham & District Amateur Football League Division One (9) Andover & District Saturday Football League Division One (7) Anglian Combination Division 2 (15) Aylesbury & District Football League Division One (9) Banbury District & Lord Jersey FA Premier Division (11) Basingstoke & District Saturday Football League Division 1 (8) Bedfordshire County Football League Division Two (15) Bournemouth Hayward Saturday League Premier Division (12) Brighton, Worthing & District Football League Division 1 (10) Bristol & Suburban Association Football League Premier Division Two (12) Bristol Premier Combination Premier One Division (13) Cambridgeshire County Football League Senior Division B (16) Cheshire Football League League 2 (15) Devon & Exeter Football League Division 1 (14) Doncaster & District Senior Football League Premier Division (10) Dorset Football League Division 1 (13) Driffield & District Association Football League Premier Division (10) East Berkshire Football League Division One (8) East Cornwall Premier League Division 1 (12) East Riding County Football League Premier Division (9) East Sussex Football League Division One (10) Essex Alliance Football League Division One (12) Essex & Suffolk Border Football League Division Two (12) Essex Olympian Football League Senior Division Two (12) Gloucestershire Northern Senior Football League Division Two (16) Hertford and District Football League Premier Division (12) Kent County Football League Division Two Central & East (11) Kent County Football League Division Two West (13) Lancashire Amateur League Premier Division (14) Leicester & District Football League Premier Division (9) Liverpool County Premier League Second Division (14) Manchester Football League Division Two (11) Mercian Regional Football League Premier Division (10) Mid Essex Football League Premier Division (9)                                                           | Mid Sussex Football League Division One (10) Middlesex County Football League Division Two (12) Midlands Regional Alliance Division One (10) North Berks Football League Division 2 (11) North Bucks & District Football League Intermediate Division (12) North Devon Association Football League Senior Division (16) North Leicestershire Football League Premier Division (11) Northamptonshire Combination Football League Division Two (15) Northern Football Alliance 2nd Division (15) Nottinghamshire Senior League Division Two (17) Oxfordshire Senior League Division 2 (13) Peterborough & District Football League Division Two (15) Plymouth & West Devon Football League Division One (Saturday) (10) Portsmouth Saturday Football League Division 1 (8) Sheffield & Hallamshire County Senior Football League Division Two (15) Somerset County Football League Division 2 (13) South Devon Football League Division One (13) Southampton Saturday Football League Premier Division (9) Southend Borough & District Football Combination Premier Division (8) Staffordshire County Senior League Division Two (15) Suffolk & Ipswich Football League Division 2 (12) Surrey County Intermediate League (Western) Division 1 (10) Surrey South Eastern Combination Intermediate Division 2 (12) Swindon & District Football League Division 1 (12) Thames Valley Premier Football League Division Two (11) Trelawny League Premier Division (13) Trowbridge & District Football League Division Two (11) West Cheshire Association Football League 3rd Division (13) West Lancashire Football League Division Two (15) West Sussex Football League Championship Division North (10) West Sussex Football League Championship Division South (9) West Yorkshire Association Football League Division Two (12) Witney & District League Premier Division (11) Wycombe & District Football League Senior Section (7) York Football League Division Two (9)                                                  |
| Nivå 14      | 72           | 806       | Altrincham & District Amateur Football League Division Two (9) Anglian Combination Division 3 (15) Aylesbury & District Football League Division Two (10) Banbury District & Lord Jersey FA Division 1 (10) Basingstoke & District Saturday Football League Division 2 (10) Bedfordshire County Football League Division Three (15) Bournemouth Hayward Saturday League Division 1 (13) Brighton, Worthing & District Football League Division 2 (10) Bristol & District Football League Senior Division (13) Bristol & Suburban Association Football League Division One (12) Cambridgeshire County Football League Division 1A (13) Cambridgeshire County Football League Division 1B (13) Cheltenham Association Football League Division 1 (11) Craven & District Football League Premier Division (10) Devon & Exeter Football League Division 2 (15) Doncaster & District Senior Football League Division One (5) Dorset Football League Division 2 (14) Duchy Football League Premier Division (12) East Berkshire Football League Division Two (10) East Riding County Football League Division One (10) East Sussex Football League Division Two (10) Essex Alliance Football League Division Two (12) Essex & Suffolk Border Football League Division Three (12) Essex Olympian Football League Senior Division Three (12) Furness Premier Football League Premier Division (15) Guildford & Woking Alliance Football League Premier Division (9) Halifax & District Association Football League Premier Division (11) Harrogate & District Football League Premier Division (13) Hertford and District Football League Division One (13) Huddersfield & District Association Football League Division One (12) I Zingari Combination Division One (5) Kent County Football League Division Three Central & East (12) Kent County Football League Division Three West (14) Kingston & District Football League Premier Division (9) Lancashire Amateur League Division One (13) Leicester & District Football League Division One (10) | Liverpool Old Boys' Amateur Football League Division 1 (10) Mercian Regional Football League Division One (9) Mid Essex Football League Division One (11) Mid Somerset Football League Premier Division (10) Mid Sussex Football League Division Two (10) Midlands Regional Alliance Division Two (8) Newcastle Corinthians Football League Division 1 (10) North Berks Football League Division 3 (10) North Bucks & District Football League Division 1 (12) North Devon Association Football League Intermediate Division One (14) North Gloucestershire Association Football League Premier Division (13) North Leicestershire Football League Division One (11) North Northumberland Football League Division One (11) Northamptonshire Combination Football League Division Three (16) Perry Street & District Football League Premier Division (11) Peterborough & District Football League Division Three (14) Plymouth & West Devon Football League Division Two (Saturday) (10) South Devon Football League Division Two (11) Southampton Saturday Football League Senior Division 1 (9) Southend Borough & District Football Combination Division One (8) Stroud & District Football League Division 1 (13) Suffolk & Ipswich Football League Division 3 (13) Surrey South Eastern Combination Junior Division 1 (10) Taunton & District Saturday Football League Division 1 (13) Thames Valley Premier Football League Division Three (9) Trelawny League Division 1 (12) Tyneside Amateur League Division 1 (14) Wakefield & District FA Saturday League Premier Division (11) West Sussex Football League Division Two North (8) West Sussex Football League Division Two South (10) Weston-super-Mare & District Football League Division One (10) Wimbledon & District Football League Premier Division (10) Witney & District League Division One (11) Yeovil and District Football League Premier Division (11) York Football League Division Three (9) Yorkshire Amateur League Premier Division (12) |
| Nivå 15      | 64           | 731       | Anglian Combination Division 4 (15) Aylesbury & District Football League Division Three (10) Banbury District & Lord Jersey FA Division 2 (10) Bournemouth Hayward Saturday League Division 2 (11) Bristol & District Football League Division 1 (14) Bristol & Suburban Association Football League Division Two (10) Cambridgeshire County Football League Division 2A (13) Cambridgeshire County Football League Division 2B (13) Cheltenham Association Football League Division 2 (12) Cirencester & District Football League Combined Division (16) Colchester & East Essex Football League Premier Division (9) Craven & District Football League Division One (11) Devon & Exeter Football League Division 3 (14) Dorset Football League Division 3 (14) Duchy Football League Division One (13) East Berkshire Football League Division Three (9) East Riding County Football League Division Two (11) East Sussex Football League Division Three (10) Essex Alliance Football League Division Three (11) Essex Olympian Football League Senior Division Four (11) Furness Premier Football League Division One (12) Guildford & Woking Alliance Football League Division 1 (10) Halifax & District Association Football League Division One (11) Harrogate & District Football League Division One (14) Hertford and District Football League Division Two (14) Huddersfield & District Association Football League Division Two (14) Isle of Wight Saturday Football League Division 1 (12) Kingston & District Football League Division One (9) Lancashire Amateur League Division Two (12) Leicester & District Football League Division Two (9) Liverpool Old Boys' Amateur Football League Division 2 (8) Mid Essex Football League Division Two (13) | Mid Somerset Football League First Division (10) Mid Sussex Football League Division Three (10) Newcastle Corinthians Football League Division 2 (11) North Berks Football League Division 4 (10) North Bucks & District Football League Division 2 (12) North Devon Association Football League Intermediate Division Two (15) North Gloucestershire Association Football League Division One (12) North Leicestershire Football League Division Two (11) Northampton Town & District Football League Premier Division (8) Northamptonshire Combination Football League Division Four (14) Perry Street & District Football League Division One (10) Peterborough & District Football League Division Four (14) Plymouth & West Devon Football League Division Three (Saturday) (10) Sevenoaks and District Football League Premier Division (10) South Devon Football League Division Three (12) Southampton Saturday Football League Junior Division 1 (9) Southend Borough & District Football Combination Division Two (6) Stroud & District Football League Division 2 (13) Suffolk & Ipswich Football League Division 4 (13) Surrey South Eastern Combination Junior Division 2 (11) Taunton & District Saturday Football League Division 2 (13) Thames Valley Premier Football League Division Four (11) Trelawny League Division 2 (13) Wakefield & District FA Saturday League Division One (13) West Sussex Football League Division Three North (10) West Sussex Football League Division Three South (10) Weston-super-Mare & District Football League Division Two (11) Wimbledon & District Football League Division One (10) Witney & District League Division Two (12) Yeovil and District Football League Division One (11) York Football League Division Four (9) Yorkshire Amateur League Championship Division (12) |
| Nivå 16      | 49           | 554       | Anglian Combination Division 5 North (13) Anglian Combination Division 5 South (15) Banbury District & Lord Jersey FA Division 3 (11) Bristol & District Football League Division 2 (14) Bristol & Suburban Association Football League Division Three (11) Cambridgeshire County Football League Division 3A (13) Cambridgeshire County Football League Division 3B (13) Cheltenham Association Football League Division 3 (13) Colchester & East Essex Football League Division One (9) Craven & District Football League Division Two (11) Devon & Exeter Football League Division 4 (13) Dorset Football League Division 4 (14) Duchy Football League Division Two (13) East Riding County Football League Division Three (11) East Sussex Football League Division Four (10) Essex Alliance Football League Division Four (9) Essex Olympian Football League Senior Division Five (12) Furness Premier Football League Division Two (11) Guildford & Woking Alliance Football League Division 2 (10) Halifax & District Association Football League Division Two (11) Huddersfield & District Association Football League Division Three (14) Isle of Wight Saturday Football League Division 2 (14) Kingston & District Football League Division Two (9) Lancashire Amateur League Division Three (12) Leicester & District Football League Division Three (10) | Liverpool Old Boys' Amateur Football League Division 3 (9) Mid Essex Football League Division Three (11) Mid Somerset Football League Second Division (7) Mid Sussex Football League Division Four (10) North Gloucestershire Association Football League Division Two (13) North Leicestershire Football League Division Three (11) Perry Street & District Football League Division Two (11) Peterborough & District Football League Division Five (10) Sevenoaks and District Football League Division One (9) South Devon Football League Division Four (12) Southampton Saturday Football League Junior Division 2 (10) Southend Borough & District Football Combination Division Three (7) Stroud & District Football League Division 3 (12) Surrey South Eastern Combination Junior Division 3 (11) Taunton & District Saturday Football League Division 3 (15) Trelawny League Division 3 (15) Wakefield & District FA Saturday League Division Two (15) West Sussex Football League Division Four North (9) West Sussex Football League Division Four South (9) Weston-super-Mare & District Football League Division Three (9) Wimbledon & District Football League Division Two (8) Witney & District League Division Three (12) Yeovil and District Football League Division Two (11) Yorkshire Amateur League Division 1 (12) |
| Nivå 17      | 33           | 368       | Bristol & District Football League Division 3 (13) Bristol & Suburban Association Football League Division Four (11) Cambridgeshire County Football League Division 4A (13) Cambridgeshire County Football League Division 4B (14) Cheltenham Association Football League Division 4 (13) Craven & District Football League Division Three (11) Devon & Exeter Football League Division 5 (14) Duchy Football League Division Three (13) East Riding County Football League Division Four (10) East Sussex Football League Division Five (11) Guildford & Woking Alliance Football League Division 3 (12) Halifax & District Association Football League Division Three (7) Huddersfield & District Association Football League Division Four (11) Lancashire Amateur League Division Four (10) Liverpool Old Boys' Amateur Football League Division 4 (9) Mid Essex Football League Division Four (14) Mid Somerset Football League Third Division (10) | Mid Sussex Football League Division Five (11) North Gloucestershire Association Football League Division Three (14) Perry Street & District Football League Division Three (10) Sevenoaks and District Football League Division Two (12) South Devon Football League Division Five (11) Southampton Saturday Football League Junior Division 3 (8) Southend Borough & District Football Combination Division Four (8) Stroud & District Football League Division 4 (13) Surrey South Eastern Combination Junior Division 4 (10) Trelawny League Division 4 (13) West Sussex Football League Division Five North (10) West Sussex Football League Division Five South (9) Weston-super-Mare & District Football League Division Four (10) Wimbledon & District Football League Division Three (9) Witney & District League Division Four (13) Yorkshire Amateur League Division 2 (11) |
| Nivå 18      | 18           | 202       | Bristol & District Football League Division 4 (12) Bristol & Suburban Association Football League Division Five (12) Cambridgeshire County Football League Division 5A (14) Cambridgeshire County Football League Division 5B (13) Central & South Norfolk League Division 1 (12) Devon & Exeter Football League Division 6 (14) Duchy Football League Division Four (13) East Riding County Football League Division Five (10) Guildford & Woking Alliance Football League Division 4 (9) | Lancashire Amateur League Division Five (9) Mid Sussex Football League Division Six (10) Sevenoaks and District Football League Division Three (11) Southampton Saturday Football League Junior Division 4 (6) St Edmundsbury Football League Division 1 (11) Stroud & District Football League Division 5 (13) Surrey South Eastern Combination Junior Division 5 (12) Weston-super-Mare & District Football League Division Five (9) Yorkshire Amateur League Division 3 (12) |
| Nivå 19      | 9            | 107       | Bristol & District Football League Division 5 (14) Central & South Norfolk League Division 2 (14) Devon & Exeter Football League Division 7 (14) East Riding County Football League Division Six (8) Mid Sussex Football League Division Seven (10) | Sevenoaks and District Football League Division Four (11) Stroud & District Football League Division 6 (12) Surrey South Eastern Combination Junior Division 6 (12) Yorkshire Amateur League Division 4 (12) |
| Nivå 20      | 6            | 71        | Central & South Norfolk League Division 3 (East) (11) Central & South Norfolk League Division 3 (West) (10) Devon & Exeter Football League Division 8 (15) | Mid Sussex Football League Division Eight (10) Stroud & District Football League Division 7 (12) Yorkshire Amateur League Division 5 (13) |
| Nivå 21      | 1            | 11        | Mid Sussex Football League Division Nine (11) | Mid Sussex Football League Division Nine (11) |
| Summa (1–21) | 479          | 6 204     | | |

## Nedlagda ligor
Listan är inte komplett.
- Aetolian League
- Athenian League
- Bath & North Somerset District Football League
- Birmingham Combination
- Bristol & Avon Association Football League
- Cheshire County League
- Chesterfield & District Amateur League
- Chiltonian League
- Corinthian League
- Crawley & District Football League
- Devon County Football League
- East Riding Amateur League
- Essex Business Houses Football League
- Falmouth & Helston League
- Football Alliance
- Huddersfield Works & Combination Association Football League
- I Zingari League
- Ilford & District League
- Kent Invicta Football League
- Lancashire Combination
- Leeds Red Triangle Football League
- Liverpool County Football Combination
- London League
- Mid-Herts Football League
- Midland Football Alliance
- Midland Football Combination
- Mining League
- North & Mid-Herts Football League
- North Hants League
- North Hertfordshire League
- Redhill & District Saturday Football League
- Shropshire County Premier Football League
- South Western Football League
- South Yorkshire Amateur Football League
- Spartan League
- Spen Valley & District Association Football League
- Surrey Senior League
- Teesside Football League
- Winchester & District Saturday Football League
- Worthing & District Football League
- Yorkshire Football League

## Damfotboll
Det finns ett separat ligasystem för engelsk damfotboll, där den högsta ligan heter FA Women's Super League.

### Tabell över systemet (Dam)
Tabellen nedan visar hur det engelska ligasystemet i fotboll för Damer var uppbyggt säsongen 2019/20. För varje liga och division är det officiella namnet och antalet klubbar (  2019/2020) angivet. Antal lag kan varje  från säsong till säsong då lag läggs ner och klubbar gör nya dam sektioner exempel Manchester United som så sent som 2018 bilda sin damsektion. 
| Nivå        | Divi- sioner | Klub- bar | Liga(or)/Division(er)                 | Liga(or)/Division(er)                 | Liga(or)/Division(er)        | Liga(or)/Division(er)        |
| ----------- | ------------ | --------- | ------------------------------------- | ------------------------------------- | ---------------------------- | ---------------------------- |
| Nivå 1      | 1            | 12        | FA Women's Super League (12)          | FA Women's Super League (12)          | FA Women's Super League (12) | FA Women's Super League (12) |
| Nivå 2      | 1            | 11        | FA Women's Championship (11)          | FA Women's Championship (11)          | FA Women's Championship (11) | FA Women's Championship (11) |
| Nivå 3      | 2            | 24        | FA Women's National League North (12) | FA Women's National League South (12) |                              |                              |
| Nivå 4      | 4            | 48        | Division 1 Midlands (12)              | Division 1 North (12)                 | Division 1 South East (12)   | Division 1 South West(12)    |
| Summa (1–4) | 8            | 85        |                                       |                                       |                              |                              |

### Cuper för damer
Att vara medlem i en liga på en viss nivå påverkar också klubbens behörighet för olika nationella cuper.
- FA Women's Cup: Nivå 1–4
- FA Women's League Cup : Nivå 1–2
- FA Women's Community Shield :  Liga mästare och FA Women's Cup. Hölls mellan 2000 och 2008.
- FA Women's National League Cup: Nivå 3-4